# Абд ар-Рахман ибн Рабиа
Абд аль-Рахман ибн Рабина аль-Бахили (араб. عبد الرحمن بن ربيعة الباهلي‎) — арабский генерал Праведного халифата, который возглавлял арабские силы во время первой арабской войны, до его смерти в Беленджере в 652 году.

## Биография
Член племени Бахила, Абд аль-Рахман ибн Рабиа был также известен как Зуль-Нур или Зуль-Нун в честь его меча. Он был старшим братом Салмана ибн Рабиа. Он служил вместе с Саадом ибн Абу Ваккасом в битве при Кадисии против сасанидских персов, а затем в качестве кади в арабском гарнизонном городе Куфа до 641 года.
С 642 года до своей смерти в 652 году Абд ар-Рахман принимал активное участие в продвижении мусульман в Кавказский регион. В источниках его деятельность там часто путают с деятельностью Салмана, который также служил в этом районе. В 642 году он возглавил авангард Сураки ибн Амра, которому было поручено завоевание стратегически расположенной персидской крепости Дербент. Согласно «Истории пророков и царей» Ибна Джарирата ат-Табари, персидский правитель Дербента Шахрбараз предлагал сдать крепость арабам и даже помочь им в борьбе с непокорными коренными кавказскими народами, если он и его последователи были освобождены от обязанности платить налог джизья. Предложение было принято и ратифицировано халифом Умаром ибн аль-Хаттабом (годы правления  634–644).
Вскоре после этого Сурака ибн Амр умер, и Абд ар-Рахман остался командовать Дербентом, который стал арабской базой для операций против могущественного Хазарского каганата на севере. Вопреки совету Фаррухана Шахрвараза, в последующие годы он руководил набегами к северу от Дербента, в окрестности хазарского города Баланджар и против различных племен Северного Кавказа, о которых сохранилось мало подробностей. Ат-Табари сообщает, что в 643 году Абд ар-Рахман продвинулся до аль-Байды на Волге, которая в более поздние времена была столицей хазар. И эта датировка, и невероятное утверждение о том, что арабы не понесли потерь, оспариваются современными учеными.
В 652 году он возглавил крупное нападение на Беленджера и осадил город. Абд ар-Рахман и его армия были встречены крупными хазарскими силами и были уничтожены. Абд ар-Рахман и 4000 его людей погибли, остальные бежали в Дербент под командованием его брата Салмана. Это поражение положило конец Первой арабо-хазарской войне.
Сообщается, что после его смерти хазары хранили его тело в котле и почитали его, утверждая, что его можно использовать для вызова дождя или засухи и обеспечения победы в войне. В более поздней местной традиции Абд ар-Рахман и Салман стали известны как Ибрагим и Салман Бахили, которые в 661/2 году сражались против «Императора Китая».